# Antigonae
Antigonae  è un'opera del compositore tedesco Carl Orff che mise in musica la tragedia Antigone (Ἀντιγόνη – Antigónē), risalente al 442 a.C., di Sofocle nella traduzione tedesca di Friedrich Hölderlin (1804). Siccome il testo del dramma fu musicalizzato nella sua forma linguistica originale, senza taglio né aggiunta, la partitura di Orff costituisce un modello per il genere della “Literaturoper”. L’opera fu presentata per la prima volta il 9 agosto 1949 sotto la direzione di Ferenc Fricsay con i Wiener Philharmoniker nella Felsenreitschule per il Festival di Salisburgo, in Austria. La messinscena della prima mondiale fu curata da Gustav Rudolf Sellner con scene e costumi di Caspar Neher.

## Ruoli
| Ruoli         | Voci         | Cast Originario direttore d’orchestra: Ferenc Fricsay |
| ------------- | ------------ | ----------------------------------------------------- |
| Antigonae     | mezzosoprano | Res Fischer                                           |
| Un messaggero | basso        | Josef Greindl                                         |
| Un guardiano  | tenore       | Helmut Krebs                                          |
| Euridice      | soprano      | Hilde Zadek                                           |
| Emone         | tenore       | Lorenz Fehenberger                                    |
| Ismene        | contralto    | Maria von Ilosvay                                     |
| Creonte       | baritono     | Hermann Uhde                                          |
| Tiresia       | tenore       | Ernst Haefliger                                       |

## Trama
L'opera inizia la mattina presto dopo una battaglia nei pressi di Tebe tra gli eserciti dei due figli di Edipo: Eteocle e Polinice. Il re Creonte, che è salto al trono di Tebe dopo la morte in battaglia dei due fratelli, decreta che Polinice non debba essere sepolto. Antigone, sua sorella, si oppone all'ordine, ma viene catturata. Creonte ordina che venga sepolta viva, nonostante sia promessa in sposa a suo figlio, Emone. Gli dèi, attraverso il profeta cieco Tiresia, esprimono la loro disapprovazione per la decisione di Creonte, che quindi annulla i suoi ordini e si accinge a seppellire Polinice.
Tuttavia, Antigone si è già impiccata, preferendo così suicidarsi piuttosto che essere sepolta viva. Quando Creonte giunge davanti alla tomba dove ella sarebbe dovuta essere sepolta, suo figlio, Emone, lo ferisce, quindi si uccide. Anche Euridice, la moglie di Creonte, quando viene informata dell'atto estremo di Emone e della morte di Antigone, si toglie la vita. Al termine dell'opera Creonte è il solo ad essere rimasto in vita.

## La musica

### Organico dell’orchestra
La partitura di Antigonae è stata concepita per un'orchestra molto particolare con una sezione di percussioni molto variegata e numerosa.
- 6 pianoforti con 12 pianisti[2]
- 4 arpe
- 9 contrabbassi
- 6 flauti, tutti con obbligo di ottavino
- 6 oboi, 3 con obbligo di corno inglese
- 6 trombe con sordina

La sezione di percussioni richiede 10-15 esecutori e comprende i seguenti strumenti:
- 7-8 timpani (tra cui un tamburo in La)
- 1 litofono
- 2-3 xilofoni
- 10 “Trogxylophone” del Orff-Schulwerk (2 xilofoni soprano, 6 xilofoni tenori, 2 Xilofoni basso)
- 1 tamburo di legno piccolo
- 1 grande tamburo africano
- 2 campane in  re 5 et mi5
- 3 glockenspiel
- 4 paia di piatti antichi
- 3 piatti sospesi turchi
- 3 coppie di piatti turchi
- 1 piccola incudine
- 3 triangoli
- 2 grancasse
- 6 tamburelli baschi
- 6 paia di nacchere
- 10 grandi gong giavanesi nei toni Sol, ut, re, mi, sol, la, ut1, re 1, mi 1 et fa1

Gli xilofoni tenori cromatici sono strumenti dell'Orff-Schulwerk. Poiché non appartengono all’organico regolare dell'orchestra sinfonica per via della disposizione cromatica delle barre, ma solo consentono l'esecuzione di glissandi cromatici, nella pratica orchestrale attuale vengono utilizzati i marimbafoni al posto degli strumenti dell’Orff-Schulwerk. Soltanto i glissandi cromatici vengono ancora eseguiti sugli xilofoni tenori. L’organico di Antigonae riflette dunque soltanto parzialmente la corrente pratica di esecuzione delle tre opere di Orff derivati dai drammi dell’Antichità Greca.
Mentre al momento della première l’esecuzione delle parti della batteria ha presentato notevoli difficoltà per i percussionisti, grazie allo straordinario sviluppo del livello tecnico della percussione negli ultimi decenni, la partitura di Orff non offre più ostacoli insormontabili.

### Linguaggio musicale
Nella sua composizione fedelissima della traduzione del dramma di Sofocle che Friedrich Hölderlin aveva preparata del 1804, Orff seppe creare un nuovo genere di teatro musicale in cui il testo del dramma viene musicalizzato attraverso la declamazione delle voci canore. Una straordinaria riduzione delle strutture diastematiche in combinazione con la predominanza dell’elemento ritmico costituiscono le caratteristiche essenziali dello stile maturo di Orff. Specialmente i grandi cori della partitura di Antigonae, che spesso impiegano tutte le voci del coro all'unisono sulla base di complessi strati orchestrali caratterizzati dalla batteria predominante, dimostrano che il linguaggio musicale del compositore sfruttò la varietà timbrica delle sue innovazioni nel campo dell’organico, rinunciano invece alla sintassi traduzionale della tonalità.
La rinuncia di Orff alla grammatica della tonalità armonica ha permesso al compositore, in quanto equivalente musicale del linguaggio arcaico di Hölderlin, di elevare la declamazione stessa delle voci soliste al veicolo dell'azione musicale. Come ha potuto dimostrare Pietro Massa, la ricezione della poesia di Hölderlin  da parte della filologia classica nella Germania degli anni ’50 sotto l’influsso della filosofia di Martin Heidegger fu all’origine della decisione di Orff di musicare le traduzioni di Hölderlin. Un intenso scambio di idee con il musicologo Thrasybulos Georgiades e con Wieland Wagner aveva accompagnato il processo di creazione della prima opera di Orff su un soggetto dell’antichità greca, mentre l’amicizia del compositore con il filologo classico Wolfgang Schadewaldt dovette nascere soltanto dopo la prima di Antigonae.
La concentrazione del discorso musicale sull’organico di strumenti a percussione con o senza definita altezza del suono, originariamente nato certamente dal fascino che l'unico gruppo dell'orchestra ancora in pieno sviluppo aveva esercitato su compositori del XX secolo, appare come un procedimento ideale per un compositore che, nella strattura derlla sua musica, non aveva mai posto l’accento sull’organizzazione diastematica. Nell’organico dell’orchestra delle opere basate sui drammi di Sofocle, pianoforti e xilofoni, pur avendo avuto un ruolo soltanto marginale nella cultura orchestrale europea, assumono il ruolo che il corpo di archi ha avuto nel musica per orchestra della musica classica viennese. D’altra parte, nell’orchestra della piena maturità di Orff, gli strumenti consueti della tradizione orchestrale europea – come flauti, oboi, trombe e contrabbassi – sembrano assumersi dei ruoli che sono state percepite dai rari strumenti a percussione nell'orchestra del XIX secolo.
L'introduzione, nell’organico dell’orchestra, di alcuni strumenti extraeuropei raramente utilizzati nell'orchestra della musica d'arte europea non può essere interpretata come esotismo musicale, poiché il compositore non usa quasi mai i nuovi timbri non mescolati. Piuttosto, la combinazione di strumenti provenienti da tutte le parti del mondo, nell'orchestra dell’unica opera di Orff composta in greco antico, serve a sottolineare l'universalità dell'antico mito greco, rispecchiando la natura umana generale del mito antico.
Nella storia della musica, le opere antiche di Orff appaiono come un percorso speciale straordinariamente originale del teatro musicale dopo il 1950; specialmente le sue partiture basate sui dramma dell’Antichità Greca hanno ricevuto maggiore attenzione negli anni dal 2000, non da ultimo a causa del rapporto tra il linguaggio musicale di Orff e le tendenze della musica minimalista. Delle tre opere di Orff su soggetti dell’Antichità Classica,  Antigonae  ebbe la maggior fortuna nel repertorio operistico, dal momento che l’opera Antigone di Arthur Honegger (Brüssel, Théâtre de la Monnaie, 1927), nonostante il suo libretto di Jean Cocteau, non fu mai accolta nel repertorio operistico mondiale.

## Incisioni

### Audio
- Res Fischer, Hilde Zadek, Benno Kusche, Hermann Uhde, Helmut Krebs, Lorenz Fehenberger, Ernst Haefliger, Josef Greindl; Wiener Philharmoniker, Musikalische Leitung: Ferenc Fricsay. Prima esecuzione mondiale 1949. Stradivarius.
- Christel Goltz, Irmgard Barth, Benno Kusche, Hermann Uhde, Paul Kuën, Karl Ostertag; Bayerisches Staatsorchester, Musikalische Leitung: Sir Georg Solti. Orfeo 1951.
- Martha Mödl, Carlos Alexander, Paul Kuën, Fritz Uhl, Josef Traxel, Kurt Böhme; Symphonieorchester des Bayerischen Rundfunks, Musikalische Leitung: Wolfgang Sawallisch. 1958.
- Inge Borkh, Carlos Alexander, Gerhard Stolze, Fritz Uhl, Ernst Haefliger, Kim Borg; Symphonieorchester des Bayerischen Rundfunks, Musikalische Leitung: Ferdinand Leitner. Deutsche Grammophon 1961.

### Video
- Katrin Gerstenberger, Andreas Daum, Markus Durst, Sven Ehrke, Mark Adler, Thomas Mehnert; Staatstheater Darmstadt; Regie: John Dew; Musikalische Leitung: Stefan Blunier. Wergo 2010.